# 마스 파이스
마스 파이스(스페인어: Más País 더 많은 국가[*])는 마드리드를 기반으로 둔 스페인의 진보 정당이다. 포데모스 소속으로 마드리스 시의회 시의원을 지냈던 35세의 젊은 정치인 이니고 에레혼 (Íñigo Errejón)이 창당하였다. 2019년 11월 스페인 총선거를 앞둔 2019년 9월 공식 설립되었으며, 2019년 4월 스페인 총선거에서 제대로 된 정당이 없다고 주장하며 창당되었다. 당이 공식적으로 표방하는 이념은 근대적 정치, 여성주의, 그리고 참여민주주의이다.

## 역사
마드리드의 지역정당인 마스 마드리드(더 많은 마드리드)는 2019년 마드리드 시의회 선거에서 포데모스와 Vox를 제치고 4위를 하여 상당히 선전하였다. 당을 이끄는 이니고 에레혼은 2019년 4월 스페인 총선거에서 포데모스가 충분히 좌익적이지 못하다는 이유로 포데모스와는 차별된 새로운 정당을 창당하기로 하였고, 이에 여러 지역정당이 동참하면서 2019년 5월 마스 파이스의 기본적 형태가 구축되었다. 아라곤의 지역정당인 춘타 아라고네시스타 (아라곤 연합)과 발렌시아의 지역정당인 콜라시오 콤프라미스가 마스 파이스에 참여하기로 하였다. 2019년 9월 26일, 무르시아 주의회의 의원 2명을 포함해 많은 당원들이 파블로 이글레시아스를 비판하며 포데모스를 탈당하였다. 이중에는 포데모스의 공동창립자였던 카롤리나 베세칸사도 포함되어있었다. 카롤리나 베세칸사는 코루냐 A구의 후보로 나오는 것이 결정되었다. 뒤이어 녹색당 등 수많은 정당이 마스 파이스와 협력해 후보를 단일화하기로 결정했다. 2019년 9월 25일 공식적으로 당이 창당되었다.

## 이념
마스 파이스는 홈페이지에 따르면 근대적 민주주의와 여성주의를 지향한다. 마스 파이스는 국가를 파멸적 위기로 몰아넣은 정치적 무책임에 반대하기 위해 정당을 창당했다고 주장한다. 이 정당은 생태사회주의나 참여민주주의, 직접민주주의, 자유지상주의적 사회주의 등 많은 이념을 포함하고있다. 반자본주의적 성향을 보이기도 하는데, 실제로 이 정당은 대기업 혹은 은행가들의 후원을 공식적으로 거부한 상태이기도 하다.
이 정당은 Vox와 마찬가지로 마드리드를 기반으로 했으며, 20대 청년들에게서 인기가 높다. 그러나 Vox와는 정반대로 카탈루냐와 바스크 지방 등의 자치권 확대를 주장하는 연방주의와 군주제 폐지를 주장하는 공화주의 성향을 보이고 있다. 2021년 스페인에서 오락용 대마의 합법화를 주장하였다.

## 역대 선거 결과
| 연도        | 득표율  | 득표수     | 의석    | 비고 |
| ----------- | ------- | ---------- | ------- | ---- |
| 2019년 11월 | --.---% | ---,----표 | 0 / 350 |      |

## 갤러리

자매정당인 마스 마드리드의 로고
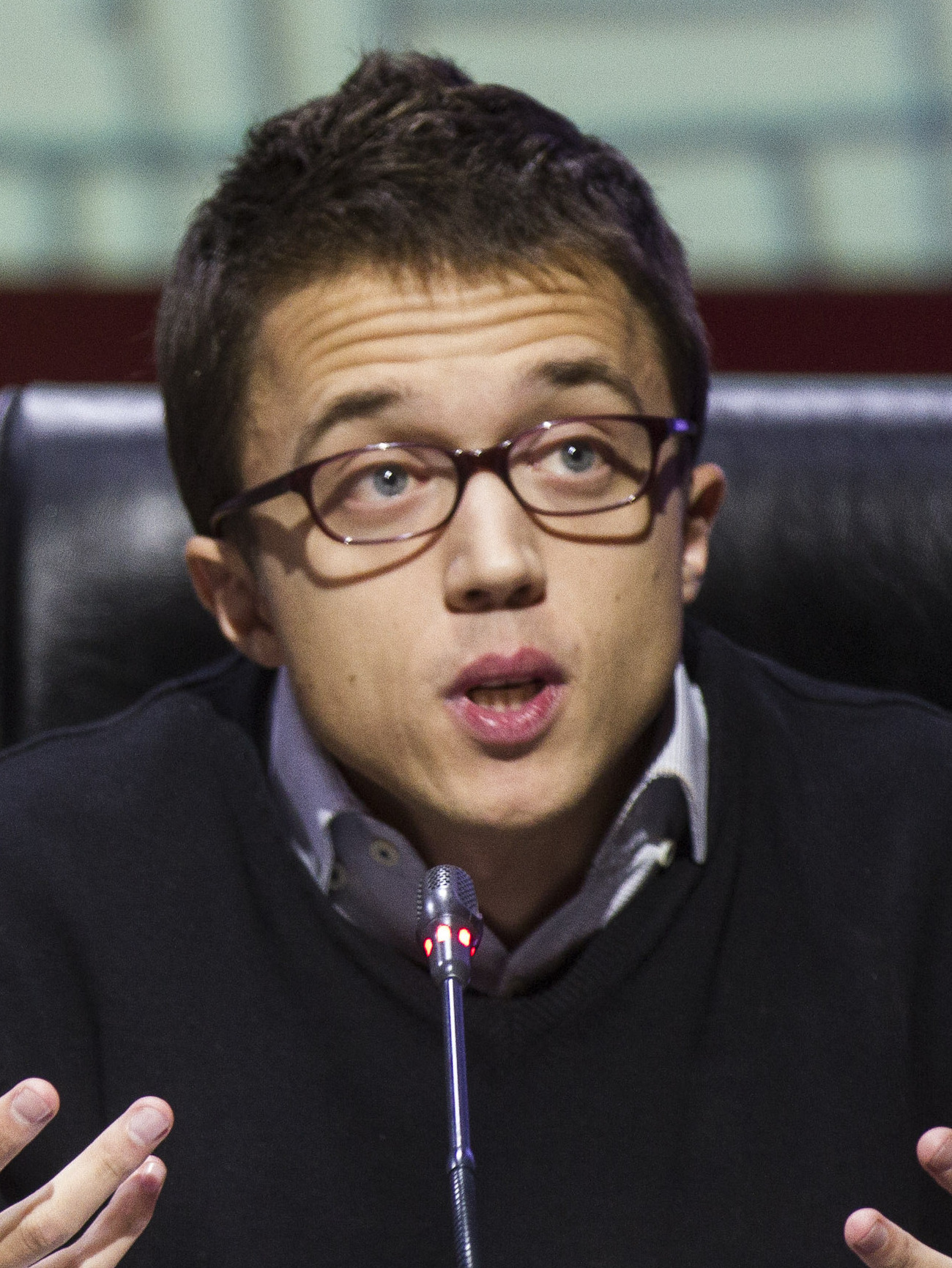
당대표 이니고 에레혼